# O’Byrne
O’Byrne (irisch Ó Broin) ist ein ursprünglich patronymisch gebildeter Familienname irischer Herkunft mit der Bedeutung „Abkömmling des Bran“ (dt. Rabe). Eine häufige Variante des Namens ist Byrne.

## Namensträger
- Brían F. O’Byrne (* 1967), irischer Schauspieler
- Eoin Ó Broin (* 1995), Künstlername Noisestorm, irischer DJ
- Eoin Ó Broin (Sinn Féin) (* 1972), irischer Politiker
- Eoin Ó Broin (Social Democrats), irischer Politiker
- John O’Byrne (1884–1954), irischer Rechtsanwalt, Generalstaatsanwalt und Richter
- Justin O’Byrne (1912–1993), australischer Politiker, Senatspräsident
- Patrick O’Byrne (* 1955), irischer Pianist
- Paul John O’Byrne (1922–2004), Bischof von Calgary
- Ryan O’Byrne (* 1984), kanadischer  Eishockeyspieler